# Contea di Suining (Jiangsu)
La contea di Suining (睢宁县S, Suīníng XiànP) è una contea della Cina, situata nella provincia di Jiangsu e amministrata dalla prefettura di Xuzhou.